# Sutera gracilis
Sutera gracilis là một loài thực vật có hoa trong họ Huyền sâm. Loài này được (Diels) Hiern miêu tả khoa học đầu tiên năm 1896.